# Valderøya
Valderøya (auch Valderøy) ist eine Insel in der westnorwegischen Kommune Giske, nahe der Stadt Ålesund, in der Provinz Møre og Romsdal. Sie hat eine Fläche von 6,5 km² und 4153 Einwohner (Stand: 2017).

## Geografie
Die Valderøya liegt nördlich der Stadt Ålesund an der norwegischen Westküste. Sie ist von weiteren Inseln umgeben: Im Osten befindet sich die Ellingsøya, im Norden Vigra, im Westen Giske und im Südwesten die Godøya. Im Nordwesten der Insel steigt das Terrain auf Höhen von über 200 moh. an. Die höchste Erhebung der Insel ist der Signalen mit einer Höhe von 231 moh. Die Valderøya ist unbewaldet.

## Einwohner
Die Insel ist die einwohnerreichste der Kommune Giske. Auf der Insel befindet sich ein Tettsted, also eine Ansiedlung, die für statistische Zwecke als eine städtische Siedlung gewertet wird. Dieser Tettsted ist Nordstrand mit 4317 Einwohnern (Stand: 1. Januar 2024). Der Tettsted erstreckt sich von der Südwestküste entlang der Ostküste bis in den Norden der Insel. Während diese flacheren Gebiete entlang der Süd- und Ostküste dicht besiedelt sind, ist der Nordwesten nahezu unbewohnt. Teil des Tettsteds Nordstrand ist Valderhaug, das Verwaltungszentrum der Kommune Giske.

## Geschichte
Im Südwesten der Insel liegt die Skjonghelleren, eine der größten Felsenhöhlen Norwegens. Die Höhle wurde durch Erosionsprozesse gebildet. In der Höhle, die in der früheren Eisenzeit bewohnt war, wurden im 19. Jahrhundert unter anderem Skelettteile gefunden. Später wurden auch Tierknochen gefunden, die bis zu 30.000 Jahre alt sind.
Die Kirche der Insel (Valderøy kirke) wurde im Jahr 1961 fertiggestellt.

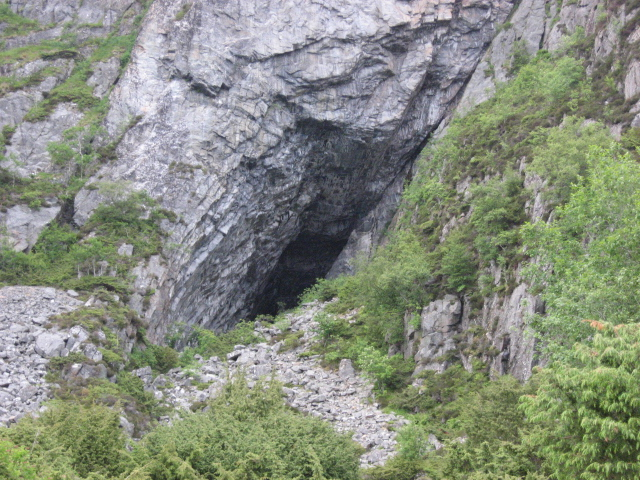
Skjonghelleren
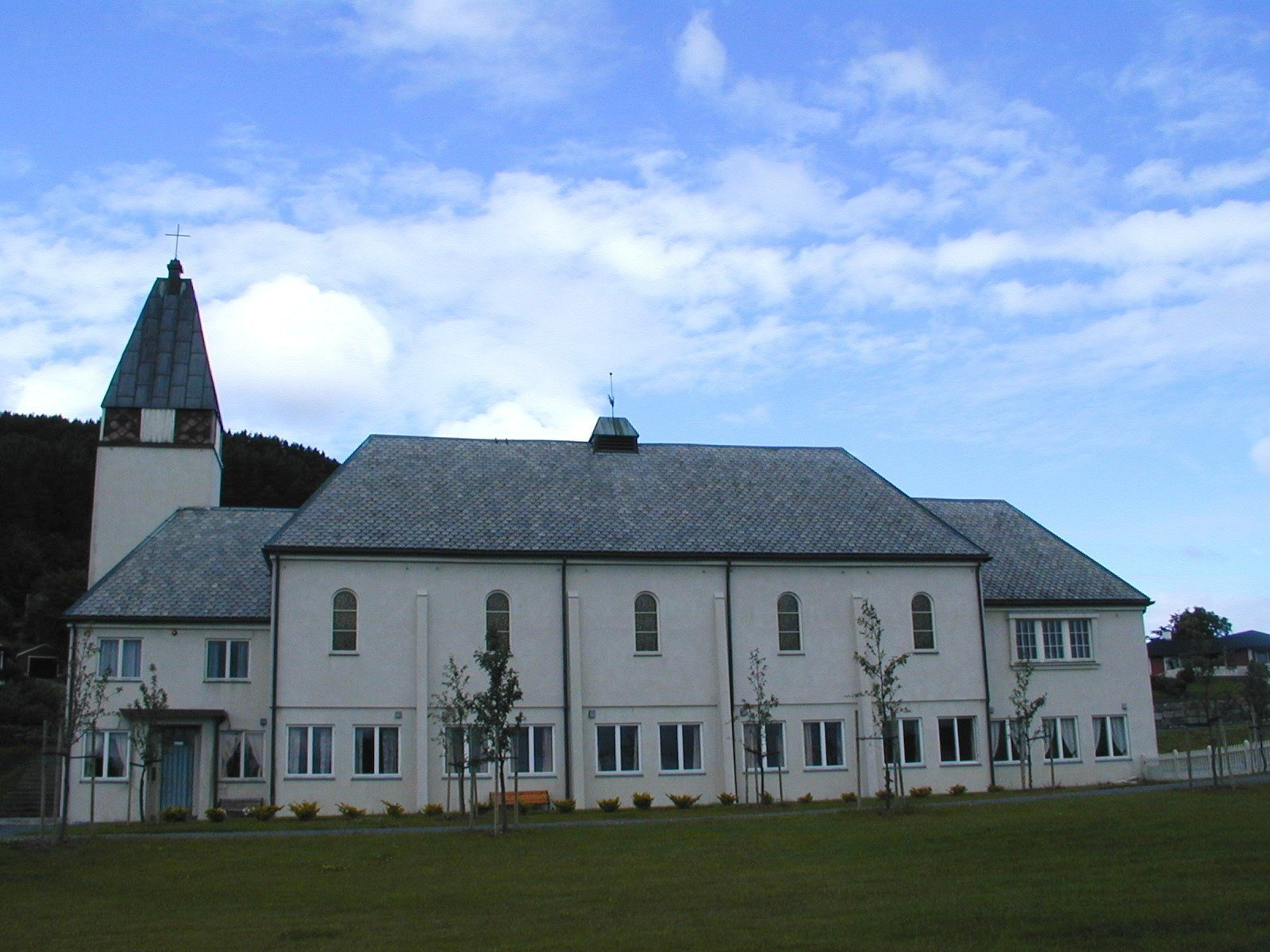
Valderøy kirke

## Verkehr
Über die Insel führt der Riksvei 658, der die Verbindung zwischen der Stadt Ålesund und dem Flughafen Ålesund auf der Insel Vigra herstellt. Die Valderøya ist dazu über Brücken und Tunnel an die Nachbarinseln angebunden. Eine Brücke führt im Norden der Insel auf die Insel Vigra. Richtung Südosten führt der Riksvei durch den rund 4,2 Kilometer langen Valderøytunnel auf die Insel Ellingsøya. Von dort führt der Ellingsøytunnel in die Stadt Ålesund und zur Europastraße 136 (E136). Diese beiden Tunnel gehen in die Festlandverbindung Vigrasambandet ein, die 1987 fertigstand. Das Straßenbauprojekt sollte die fährenfreie Verbindung zwischen Ålesund und dem Flughafen sicherstellen. Seit 2009 sind die Tunnel nicht mehr mautpflichtig.
Des Weiteren besteht im Westen eine Brückenverbindung nach Giske, von wo ein Tunnel auf die Godøya führt. Zwischen Hareid, Valderøya und Ålesund gibt es eine Schnellbootverbindung, die, gekoppelt mit Busverbindungen, den Flughafen Ålesund an den öffentlichen Nahverkehr der Region anschließt.

## Wirtschaft
Auf der Insel ist unter anderem die Fischverarbeitung und die mechanische Industrie von Bedeutung. Viele der Einwohner arbeiten in der Nachbarkommune Ålesund.

## Name
Die Herkunft des Inselnamens ist nicht genau gesichert. Es wird vermutet, dass sich der Name vom altnordischen Namen Vǫrl ableitet, dessen Bedeutung nicht bekannt ist.